# Lantanophaga anellatus
Lantanophaga anellatus là một loài bướm đêm thuộc họ Pterophoridae. Loài này có ở Ấn Độ (Punjab và Himachal Pradesh).
Sải cánh dài 12–13 mm.